# SASSY
SASSY (Okinawa, 23 de agosto de 1984) é um baterista japonês e co-fundador (junto com MEG) da banda High and Mighty Color.